# 요정굴뚝새

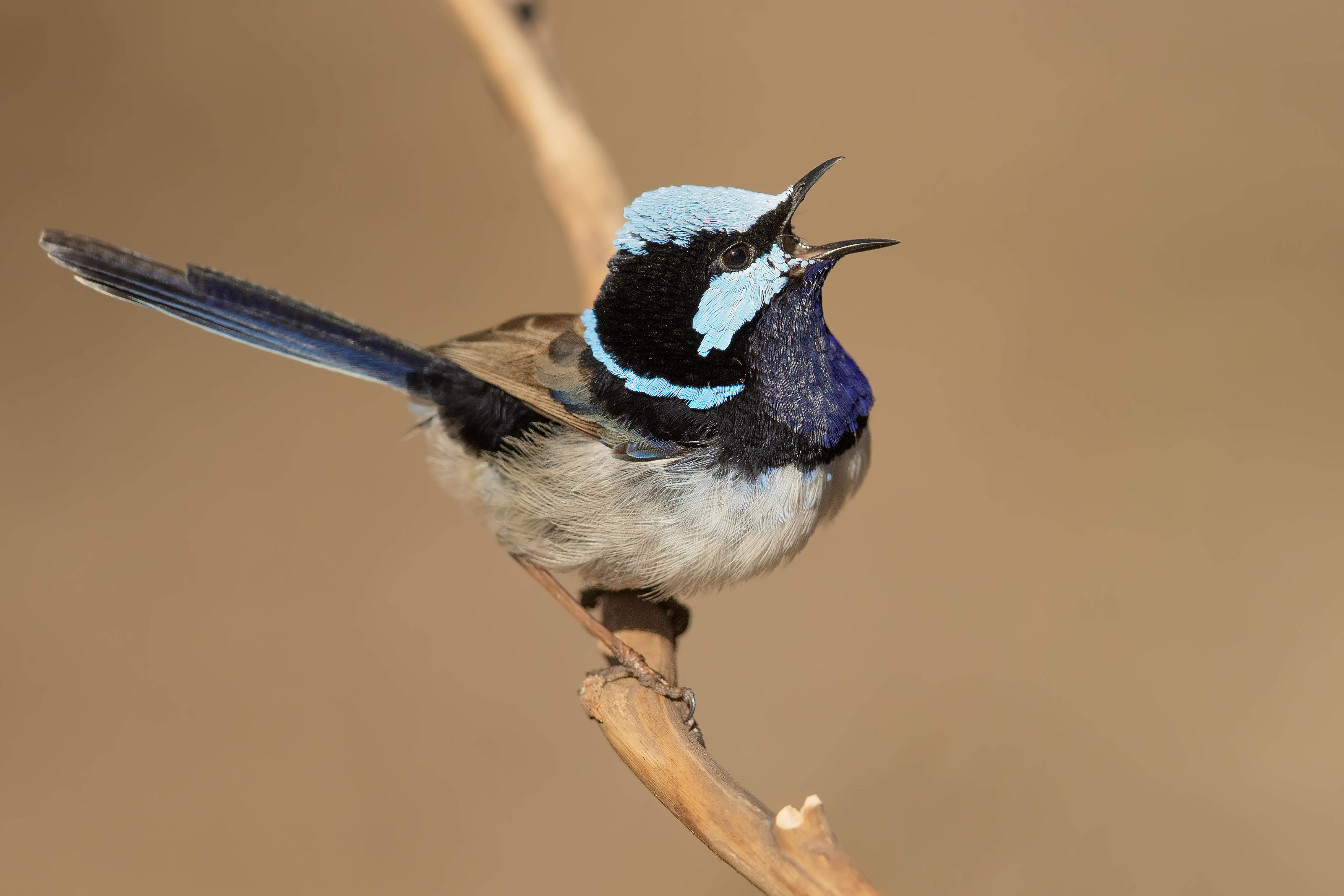
수컷

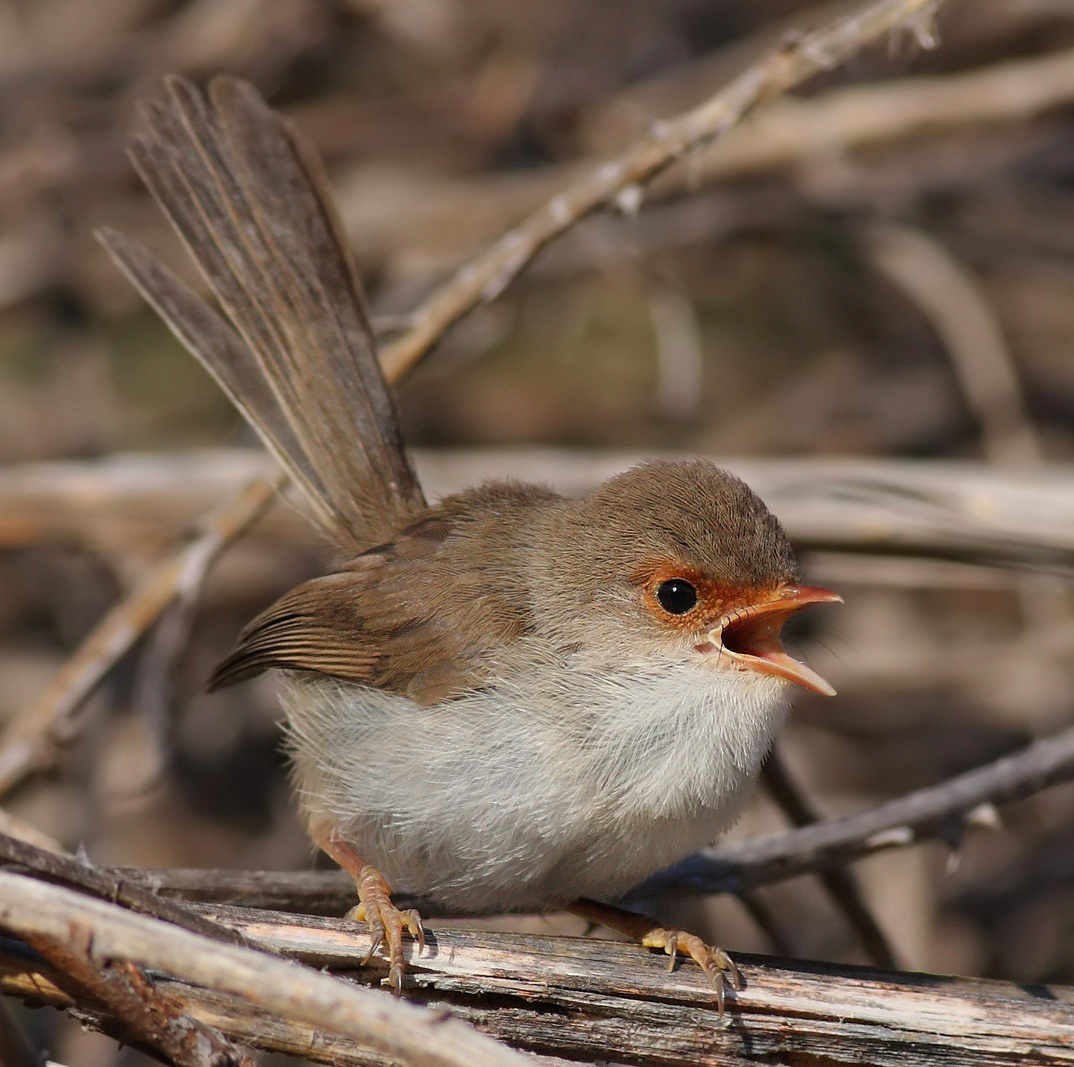
암컷

요정굴뚝새(영어: Superb fairywren, Malurus ciaeus)는 요정굴뚝새과(Maluridae)에 속하는 참새목 새이며, 호주 남동부 전역에서 흔하고 친숙하다. 정착생활을 하며 영토를 지키는 종으로, 높은 수준의 성적 이형성을 나타낸다. 번식 깃털의 수컷은 눈에 띄는 밝은 파란색 이마, 귀 덮개, 맨틀 및 꼬리를 가지고 있으며 검은 마스크와 검은 색 또는 진한 파란색 목이 있다. 번식하지 않는 수컷, 암컷 및 청소년은 주로 회색 갈색이다. 이것은 모든 칙칙한 색의 새가 암컷으로 간주되기 때문에 수컷이 일부 다처제라는 초기 인상을 주었다. 여섯 개의 아종 그룹이 인정된다. 태즈메이니아, 플린더스, 킹 아일랜드에서 각각 더 크고 어두운 세 가지 형태, 호주 본토와 캥거루 섬에서 더 작고 연한 세 가지 형태가 있다.